# 奈瑟菌目
奈瑟菌目（学名：Neisseriales）為β-變形菌綱的一目细菌。此目细菌的模式属为奈瑟菌属(Neisseria)。

## 科
- Chromobacteriaceae Adeolu and Gupta 2013
- 奈瑟菌科Neisseriaceae Prévot 1933